# اکتور چومپیتاس
اکتور چومپیتاس (اسپانیایی: Héctor Chumpitaz‎؛ زادهٔ ۱۲ آوریل ۱۹۴۳) بازیکن و مربی فوتبال اهل پرو بود.
از باشگاه‌هایی که در آن بازی کرده‌است می‌توان به باشگاه فوتبال اونیورسیتاریو ده دپورتس، باشگاه فوتبال اطلس، باشگاه فوتبال دپورتیوو مونیسیپال، و باشگاه فوتبال اسپورتینگ کریستال اشاره کرد.
وی همچنین در تیم ملی فوتبال پرو بازی کرده‌است.